# Miss Brésil 1968
Miss Brésil 1968, 15e élection de Miss Brésil, s'est déroulée le 29 juin 1968 au Ginásio do Maracanãzinho de Rio de Janeiro.
La gagnante, Martha Vasconcellos, Miss Bahia, succède à Carmen Sílvia Ramasco, Miss Brésil 1967 et devient ainsi la troisième Miss Bahia à avoir remporté le titre de Miss Brésil, 6 ans après 
Maria Olívia Rebouças en 1962. Elle a été élue Miss Univers 1968 à Miami Beach, aux États-Unis. Elle est la troisième brésilienne à remporter le titre de Miss Univers.
Sa deuxième dauphine, Maria da Glória Carvalho, a été élue Miss International 1968 à Tokyo, au Japon, faisant gagner le titre de Miss International au Brésil pour la première fois dans l'histoire du concours.

## Classement final
| Titre            | Candidates |
| ---------------- | --- |
| Miss Brésil 1969 | - Bahia - Martha Vasconcellos                                                                                             |
| 1re dauphine     | - Minas Gerais - Ângela Stecca                                                                                            |
| 2e dauphine      | - Guanabara - Maria da Glória Carvalho                                                                                    |
| 3e dauphine      | - Rio de Janeiro - Josemary Corrêia                                                                                       |
| Top 8            | - District fédéral - Maria Matos - Paraná - Delzi Captan - Santa Catarina - Evelize Brietzig - São Paulo - Mariluce Facci |

## Prix distribués
| Prix              | Candidate                       |
| ----------------- | ------------------------------- |
| Miss Sympathie    | - Goiás - Maria Anunciada Cunha |
| Miss Photogénique | - Bahia - Martha Vasconcellos   |

## Candidates
| Numéro | État                | Nom                                | Ville        |
| ------ | ------------------- | ---------------------------------- | ------------ |
| 1      | Acre                | Carmen Ferreira Nunes              | Brasiléia    |
| 2      | Alagoas             | Cláudia Virgínia Lisboa            | Mata Grande  |
| 3      | Amazonas            | Maria de Fátima de Souza           | Coari        |
| 4      | Bahia               | Marta Cordeiro Vasconcellos        | Salvador     |
| 5      | Ceará               | Vera Maria Veras                   |              |
| 6      | District fédéral    | Maria Pilar Matos                  | Brasília     |
| 7      | Espírito Santo      | Dalva Riva                         | Colatina     |
| 8      | Goiás               | Maria Anunciada Fernandes da Cunha | Goiânia      |
| 9      | Guanabara           | Maria da Glória Carvalho           | Monte Líbano |
| 10     | Maranhão            | Vilma das Graças Castro Sales      |              |
| 11     | Mato Grosso         | Maria Auxiliadora Campos           | Campo Grande |
| 12     | Minas Gerais        | Ainda Ângela Carmélia Stecca       | Uberlândia   |
| 13     | Pará                | Clara Marcos Pinto                 | Belém        |
| 14     | Paraíba             | Ilona Pinheiro de Sá               | João Pessoa  |
| 15     | Paraná              | Delzi Captan                       | Curitiba     |
| 16     | Pernambouc          | Maria Eunice Mergulhão Maciel      | Caruaru      |
| 17     | Piauí               | Ana Aurora Aragão                  | Campo Maior  |
| 18     | Rio de Janeiro      | Josemary Vasconcelos Correa        | Três Rios    |
| 19     | Rio Grande do Norte | Maria Suely Pereira da Silva       | Parelhas     |
| 20     | Rio Grande do Sul   | Elizabeth Borella Finardi          | Passo Fundo  |
| 21     | Rondônia            | Marisa Corrêia                     | Porto Velho  |
| 22     | Roraima             | Ângela Maria Martins               | Criciúma     |
| 23     | Santa Catarina      | Evelize Brietzig                   | Joinville    |
| 24     | São Paulo           | Marluce Facci                      | Catanduva    |
| 25     | Sergipe             | Leonísia Fonseca Mota              |              |

## Jury
- Maria Aparecida Pedrossiam, Première Dame du Mato Grosso (Présidente du jury)
- Adalgisa Colombo, Miss Brésil 1958
- Maria Raquel de Andrade, Miss Brésil 1965
- Dalal Achcar, directrice du corps de danse du théâtre municipal
- Bibi Ferreira, actrice et chanteuse
- Antonio Manoel Silveira, directeur de TAP
- Nei Cidade Palmeira, président du tribunal d'Alçada da Guanabara
- Mário Moraes, journaliste de la revue O Cruzeiro
- Justino Martins, journaliste de la revue Manchete
- Oscar Ornstein, directeur du Palais de Copacabana
- Evandro Castro Lima, créateur de costumes
- Orlando Zancani, secrétaire au tourisme de São Paulo
- Donatello Grieco, Diplomate
- Bem Novack, propriétaire de l'Hôtel Fontainebleu de Miami Beach

## Observations